# Jorge González von Marées

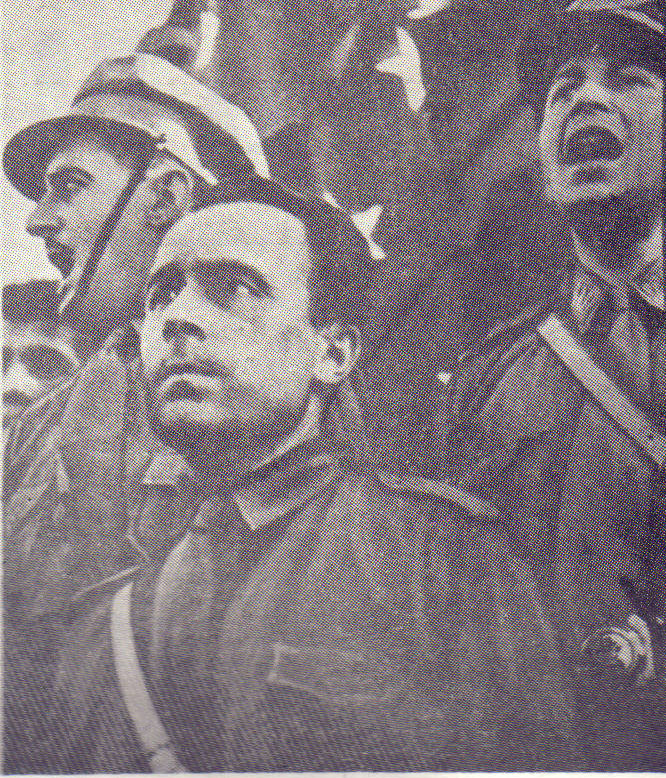
Jorge González von Marées

Jorge González von Marées (Santiago de Chile, 5 april 1900 - aldaar, 14 maart 1962) was een Chileens nationaalsocialistisch politicus.
González was geboren in Santiago met een Duitse moeder. In 1932 richtte hij de Nationaalsocialistische Beweging van Chili (MNSCh), geïnspireerd op de Nationaalsocialistische Duitse Arbeiderspartij (NSDAP) van Adolf Hitler. González von Marées won een zetel in het Congres van Chili in 1937. Op 5 september 1938 organiseerde hij een mislukte staatsgreep, die uitliep op een bloedbad waarbij 60 nazi-studenten om het leven kwamen. González von Marées werd tot 20 jaar gevangenisstraf veroordeeld, maar kreeg gratie van president Pedro Aguirre Cerda.
Tijdens de Tweede Wereldoorlog raakte hij betrokken bij een vechtpartij tussen nazi's en aanhangers van de Radicale Partij en werd opnieuw gearresteerd. Ook zou hij volgens de Britse inlichtingendienst met steun van de Argentijnse president Juan Perón een nieuwe staatsgreep gepland hebben.
Na de oorlog sloot hij zich aan bij de Liberale Partij, waarvan hij in 1950 secretaris-generaal werd. In 1958 trok hij zich terug uit de politiek en hij overleed vier jaar later.